# Чорноморський гудок (газета)
«Чорноморський гудок» — корпоративне видання Регіональної філії «Одеська залізниця» АТ «Укрзалізниця» загальнодержавної сфери розповсюдження. Виходить раз на тиждень додатком до регіонального видання газети «Магістраль».
Розповсюджується серед працівників транспортних підприємств, розташованих на території Одеської магістралі в Одеській, Миколаївській, Херсонській, Кіровоградській, Черкаській і Вінницькій областях.

## Історія
Перший номер газети вийшов 29 червня 1936 року. До 1992 року видавалася виключно російськомовною.
У 2015 році видання стало лауреатом загальнонаціонального конкурсу «Українська мова — мова єднання», присвяченого 24-річчю Незалежності України, у номінації «Мовне багатоголосся».
З 2017 року виходить вкладкою до регіонального видання «Магістраль».
Наклад на 2017 рік становив 18'754 примірників. 